# 페트라
페트라(아랍어: البتراء 알바트라[*], 고대 그리스어: Πέτρα; 영어: Petra)는 요르단의 고대 유적이다. 바위를 깎아 만든, 암벽에 세워진 도시로 페트라라는 뜻은 바위를 뜻한다. 인디아나 존스: 최후의 성전에서는 오지의 성전으로 나오기도 한다. 나바테아 왕국의 수도로 번영했다가 106년에 로마 제국에 멸망했다. 페트라는 요르단에 있는 고대 도시로서 이스라엘, 시리아, 이라크, 사우디아라비아 사이에 위치한 왕국이었는데, 요르단의 수도인 암만에서 3시간 정도 떨어져 있는 사막 한 가운데 있는 산악 도시다.

## 형태
페트라 입구의 폭은 3m도 채 안되지만, 거대한 자연 절벽이다. 그러한 협곡이 1km 이상 이어진다. 이처럼 깊이 들어와야 했던 구조였기 때문에 수세기동안 사람들에게 발견되지 않았다. 페트라 안쪽으로 1km 이상 들어가면 파라오의 보물창고라는 뜻의 ‘알카즈네’라는 건축물이 있다. 정면 전체를 바위 위에 조각했다. 페트라는 그리스어로 ‘바위’라는 뜻이다. 알카즈네가 ‘파라오의 보물’이라는 뜻의 알카즈네라는 이름은 백위 인족들이 붙인 것이다. 백위 인족들은 조각상 뒤쪽으로 보물이 숨겨져 있다고 믿었기 때문에 이러한 이름이 붙은 것이다. 그 때문에 알카즈에 위쪽의 조각상에는 사람들이 보물을 차지하기 위해 전투를 벌인 흔적인 총탄 자국이 있다. 알카즈네는 그리스 건축양식이 돋보인다. 그리스 신화의 신들에게 가깝게 다가가고자 하는 염원을 담은 페기먼트 형식의 양식이 사용되었다. 이집트와 그리스의 건축 양식의 영향을 받은 것이다. 그러나 나바테인은 이집트인이나, 그리스인은 아니다. 알카즈네는 원래 모래가 덮여있던 곳이다. 안으로 들어가면 특별한 것은 없으며 커다란 방들만 있다. 이 건축물의 용도는 고고학자들 사이에서도 의견이 엇갈리는데, 대체로 나바테아왕의 무덤으로 추정하고 있다.
알카즈네 옆쪽으로 가면 파인 구멍들이 많은데 이것들은 당시에 전부 공동묘지였다. 각각의 묘지를 들여다보면 바닥에도 무덤이 파여있는 것을 볼 수 있다. 일부 묘비들은 거대한 조형물 뒤로 가려져있는데 전부 기원전 1세기경에 만들어진 것으로 추정된다. 이 묘지들은 상당히 넓은 면적에 걸쳐 있다. 붉은색에서부터, 푸른 빛에 이르기까지 다양한 암석의 빛깔은 사막 한 가운데 버려진듯 홀로 위치한 이 도시의 아름다움과 신비로움을 한층 돋보이게 한다. 고온으로 올라가면 도시 전체를 내려다볼 수 있다. 2000년 전에 만들어진 수천개의 계단을 따라 올라가면 예배당이 있다. 이들은 고온에서 신에게 재물의식을 기리기도 했다. 고온에는 재단이 있는데, 동물의 피가 흐르던 도랑물까지 완벽하게 보존되어 있다.
페트라는 오랜 세월동안 고고학자들 사이에서 묘지로 간주됐다. 600개 이상의 묘비가 있었기 때문이다. 조각된 무덤들은 4개의 산기슭에서 발견되고 있는데 우선 북동쪽에 있는 왕관묘지에서는 가장 정교하게 조각된 묘비들이 발견된다. 남동쪽에서 발견된 묘지는 가장 오래된 것으로 추정된다. 북서쪽에서 조성된 묘지는 단구 위에 조성되어 있고, 남서쪽 기슭에서도 묘비들이 발견된다. 이처럼 많은 묘비들이 발견된 것은 사실이지만, 페트라는 단순 묘지는 아니었다. 엄연히 인구 25,000명의 도시였고, 고고학자들이 이 사실을 밝혀내기까지 많은 시간이 걸렸다. 페트라의 설계는 다른 고대 도시들과 다른점이 있었는데, 하나의 중심지 대신 여러개의 작은 중심지들이 있었고, 도시의 끝에서 끝을 잇는 대로도 없었다. 도로망도 질서정연하지 않았다. 도로가 가족이나 부족 중심으로 설계되어 대부분 좁고 막다른 형태의 골목길이었다.
계단 800개를 올라가면 페트라에서 가장 아름다운 건축물인 ‘알데이르’에 도착한다. 알데이르는 ‘수도원’이란 뜻이다. 나바테아인들의 주요 성지 중 한곳으로 추정된다. 정면 높이가 최소한 40m 이상이다. 페트라에서는 당시 건축도구 등이 거의 발견되지 않고 있으며, 위에서부터 깎아내려갔던 것으로 보인다. 이는 미완공된 건축물들을 보면 보다 확실하게 알 수 있다. 위에서부터 조각해나가다가 끝까지 완공하지 못했던 것들이 남아있다. 바위의 품질이 좋지 못할 경우 이런 일이 발생한 것이다. 그래서 공사를 진행하기 전에 암벽을 고르는 작업을 시작했는데, 바람에 의해 풍화된 곳이 작업하기 좋은 곳으로 간주됐다. 암벽을 조각한 뒤에 돌림띠를 만들어 조각하고 그 위에서 나머지 조각작업들이 진행된다. 이렇게 윗부분이 마무리되면 점차 아랫부분을 향해 조각해나가고, 이런식으로 맨 아랫부분까지 진행됐던 것이다. 조각 방법은 암벽에 나있는 균열을 이용한 것으로 보인다. 바위틈에 나무를 심고 물을 주어 자라게 하면 나무가 팽창하면서 압력으로 암벽이 갈라지는 것을 이용한 것이다. 이런 방식에는 두 가지 장점이 있었는데 첫째 발판을 사용할 필요가 없었고 둘째 별도의 채석 없이 돌을 구할 수 있었다. 이 과정에서 떨어진 암석들을 다듬어 다른 건축물에 사용해왔던 것이다. 바로 이러한 노력으로 페트라에서는 위에서 아래 방향으로 건축물이 조각됐다.
페트라에서는 두 가지 암석만이 사용됐는데 사암과, 석회암이다. 그런데 원형 극장 안에서 대리암이 발견된다. 요르단에 대리석 채석장이 없다는 점을 상기하면 놀라운 것이다. 뿐만 아니라 정면에서 몇 미터 떨어진 곳에서 높이 6m 가량의 화강암 기둥이 발견된다. 반경 100km 이내에 화강암 지대가 없다는 점을 감안하면 이 역시 놀라운 것이다. 당시 사용된 대리석과 화강암은 이집트에서 수입해온 것으로 추정되지만 어떻게 이곳까지 운송했는지는 여전히 수수께끼로 남아있다.

## 나바테아인
나바테아인들을 다룬 확실한 정보는 부족하지만, 추정하건대 아라비아 반도 출신의 유목민들이었다. 나바테아인들은 기원전 4세기경부터 아라비아반도에 머물렀는데 당시 그 지역은 알렉산드로스 3세 메가스의 지배하에 있었지만, 나바테아인들이 있는 곳까지 영향을 미치진 못했다. 그래서 이들은 페트라에 정착할 수 있었다. 나바테아인들이 사막 한 가운데 자리를 잡은 이유는 산적이었기 때문이다. 상업이 이루어지던 육로에서 멀리 떨어진 협곡에 감춰진 페트라는 이들에게 숨어서 활동하기에 최적의 장소가 되었던 것이다. 이후 알렉산드로 대왕이 사망하며 그가 건설한 제국도 해체의 길을 걷게 된다. 거상으로 성장한 나바테아인들은 이 기회를 틈타 영토를 넓혀가게 된다. 기원전 1세기가 되면서 페트라는 지중해 연안에서 사우디아라비아까지 거대한 왕국으로 성장하게 된다.
나바테아인들은 전성기인 기원전 1세기에서 2세기 당시 다양한 향신료와 방향성 식물들의 거래를 장악하고 있었다. 마조람, 몰약, 장미기름, 헤나, 유향 거래 등을 독점했다. 당시 유향은 희귀하면서도 귀중한 물건이었다. 종교의식에서 필요한 물품이었을 뿐 아니라 약품, 향료, 미라 제작에도 씌었기에 이집트인들과 로마인들에게도 필요했다. 그런데 여타 제품처럼 유향을 거래하려면 나바테아인들을 반드시 거쳐야 했다. 유향은 현재 아라비아반도 남부에서 서식하는 나무에서 추출되는 나무기름인데 나바테아인들은 이것을 현지 도매상에게 구매한 후 오래된 요령에 토대해 페트라, 가자, 알렉산드리아까지 운송했고 그리스와 로마 등으로 수출되어 보석보다 비싼 값에 팔렸다. 세월이 흐르면서 나바테아인들은 소금과 인도에서 들여온 향신료 무역을 이용해 많이 축부했다.
사막에서 많이 축부한 나바테아인들은 이것을 과시하기 시작했다. 이들에게 페트라는 고대 대상 세계 수도였던 셈이다. 나바테아인들은 페트라에 최신식 건축물을 지으려고 이집트의 장인들과 건축가들을 동원했다. 페트라에 지어진 건축물 대부분은 기원전 1세기에 세워졌다. 여느 명망 높은 대도시처럼 페트라에도 최대 8,000명이 수용 가능한 극장이 있었다. 당시 대상들이 모여들던 페트라 근교의 각처에서 발견되는 그림들을 이용해 나바테아인들이 급속도로 축부했다는 사실을 엿볼 수 있다. 그렇지만, 이들은 자신들의 동양다운 전통을 고수해 나아갔다. 페트라의 일부 건축 요소에서는 이슬람교가 도입되기 이전까지 숭배되던 신들이 발견되고 있다. 페트라 왕국 전역에서 발견되는 이 피라미드들은 고인의 영혼을 상징한다. 이렇듯 나바테아인들은 늘 죽어서도 늘 살아 있는 사람들 곁에 머물렀다. 나바테아인들은 죽은 자들을 묻은 곳과 인접한 이러한 연회장에서 자주 회동했다.

## 발굴
세월이 흐르면서 협곡에 감춰진 이 고대 도시는 자취를 감추게 된다. 19세기 초에 들어서야 스위스 탐험가인 요한 부르크하르크에 의해 다시금 세상에 알려지게 된다. 이어 스위스와 프랑스도 탐사에 참여하게 되었다. 오랫동안 감춰져 있다보니 훼손된 건축물도 상당했는데 아직도 모래를 걷어내고 보수해야 할 부분이 많다. 20세기 초에 이르러서야 최초의 고고학 발굴 작업이 이루어지게 되는데 현재까지 약 800여개의 지점들이 모습을 드러냈다. 하지만 자료가 부족해 유물들이 어떤 것들이었는지 밝혀내기가 쉽지 않은 상황이다. 발굴 작업은 지금도 활발하게 진행 중이지만 현재까지 발굴된 면적은 도시 전체의 10%에 지나지 않는다. 이곳에서 서쪽으로 몇 킬로미터 떨어진 곳에서는 상인들의 휴식처이자 상거래 장소로 사용되던 장소가 있었고, 남쪽 와디럼 사막에서 발견된 암석에 새겨진 문구를 통해 나바테아인들의 영향력이 이곳에 미쳤음을 알 수 있다. 현재까지 나바테아인들이 건설했던 상업 대도시들의 이름이 새겨진 유적들이 지금의 사우디까지 발견되고 있다.

## 현재
현재 페트라에는 배두인족이 살고있다. 전에는 배두인족들이 페트라 내부에 거주했지만 지금은 더 이상 허용되지 않으며, 그 주변 지역에서만 거주할 수 있다. 1980년대 페트라가 세계문화유산으로 등재되면서 더 이상 배두인족들이 살지 못하게 된 것이다. 1985년경 배두인족이 이곳에 거주하던 사람은 대략 200가구정도 되었고, 현재는 텐트에서 살고있다. 배두인족들은 염소들에게 좀더 좋은 장소를 찾아 이동하기도 한다. 염소들을 먹이기 힘들면 다른곳으로 이동하는 것이다. 추운 겨울엔 동굴안 무덤 안에서 잠을 자기도 한다. 배두인족들은 페트라에서 수킬로미터 떨어진 고산지대로 거주지를 옮기게 되었다. 하지만 페트라에서 일자리를 찾는 것은 여전히 가능하다. 많은 배두인족들이 관광지들 사이에서 일하거나, 발굴 현장에서 일을 하고 있다. 이들은 여전히 페트라와 뗄 수 없는 관계인 것이다.

## 기후
| 페트라의 기후            | 페트라의 기후 | 페트라의 기후 | 페트라의 기후 | 페트라의 기후 | 페트라의 기후 | 페트라의 기후 | 페트라의 기후 | 페트라의 기후 | 페트라의 기후 | 페트라의 기후 | 페트라의 기후 | 페트라의 기후 | 페트라의 기후 |
| 월                       | 1월           | 2월           | 3월           | 4월           | 5월           | 6월           | 7월           | 8월           | 9월           | 10월          | 11월          | 12월          | 연간          |
| ------------------------ | ------------- | ------------- | ------------- | ------------- | ------------- | ------------- | ------------- | ------------- | ------------- | ------------- | ------------- | ------------- | ------------- |
| 일평균 최고 기온 °C (°F) | 13.7 (56.7)   | 14.8 (58.6)   | 18.6 (65.5)   | 21.3 (70.3)   | 25.9 (78.6)   | 29.4 (84.9)   | 32.8 (91.0)   | 33.5 (92.3)   | 29.9 (85.8)   | 25.3 (77.5)   | 19.7 (67.5)   | 15.1 (59.2)   | 23.3 (74.0)   |
| 일평균 최저 기온 °C (°F) | 2.7 (36.9)    | 3.1 (37.6)    | 6.2 (43.2)    | 10.6 (51.1)   | 14.5 (58.1)   | 17.9 (64.2)   | 18.8 (65.8)   | 19.2 (66.6)   | 17.8 (64.0)   | 13.9 (57.0)   | 8.2 (46.8)    | 4.4 (39.9)    | 11.4 (52.6)   |
| 출처: climate-data.org   |               |               |               |               |               |               |               |               |               |               |               |               |               |

## 갤러리

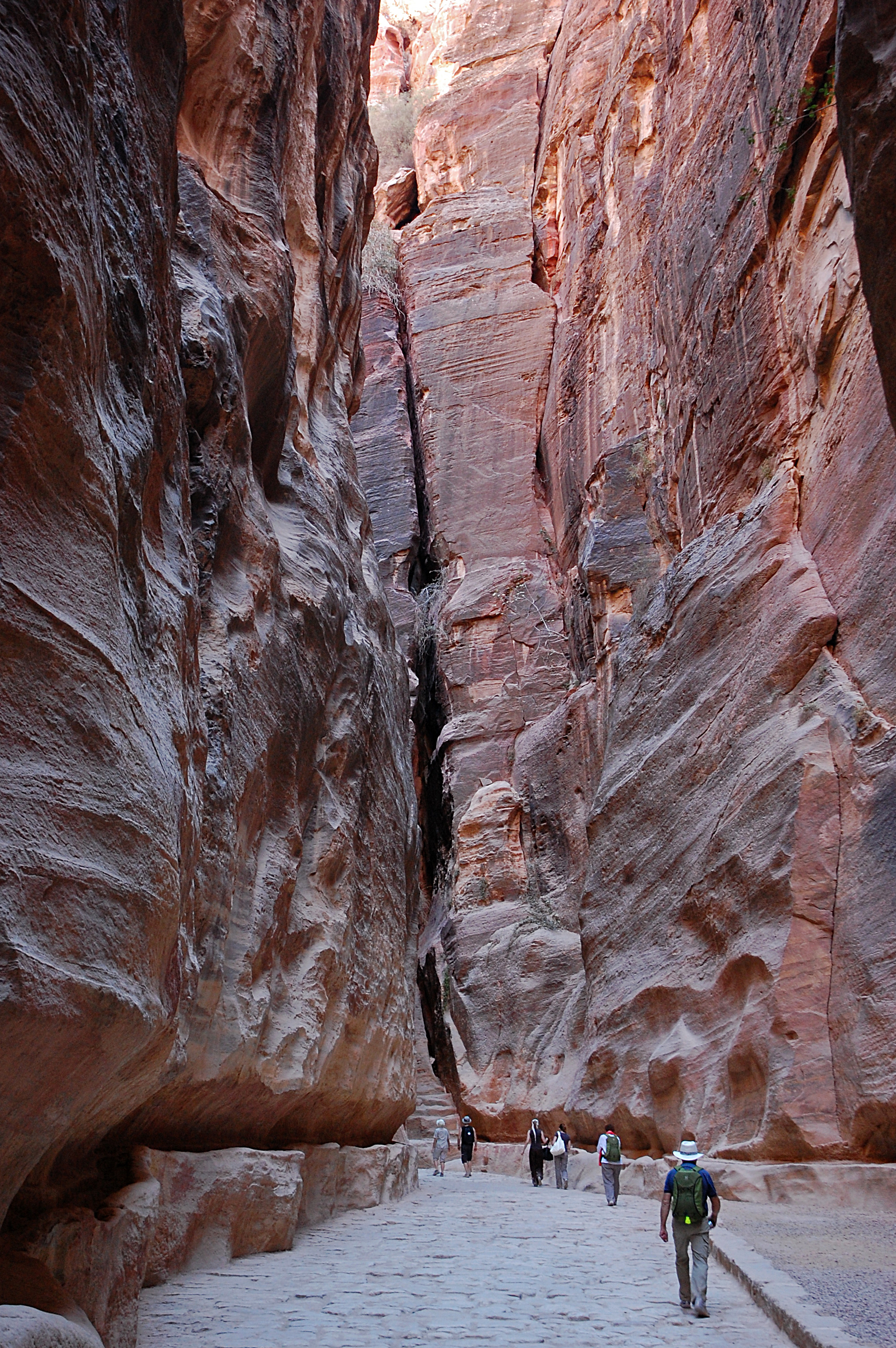
시크, 페트라 가는 경로
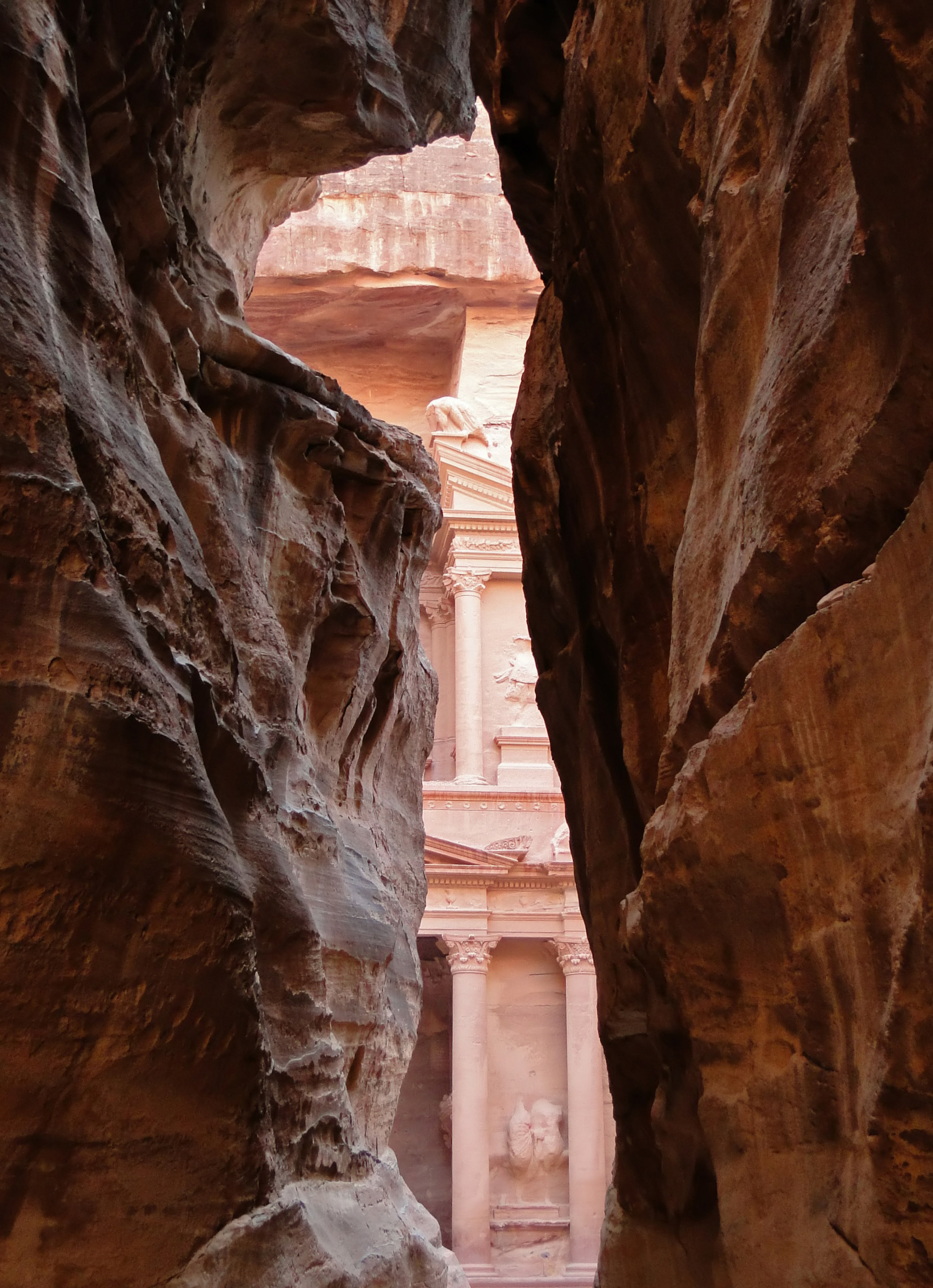
시크의 끝, 알카즈네 인상적인인 시야 ("보물창고")
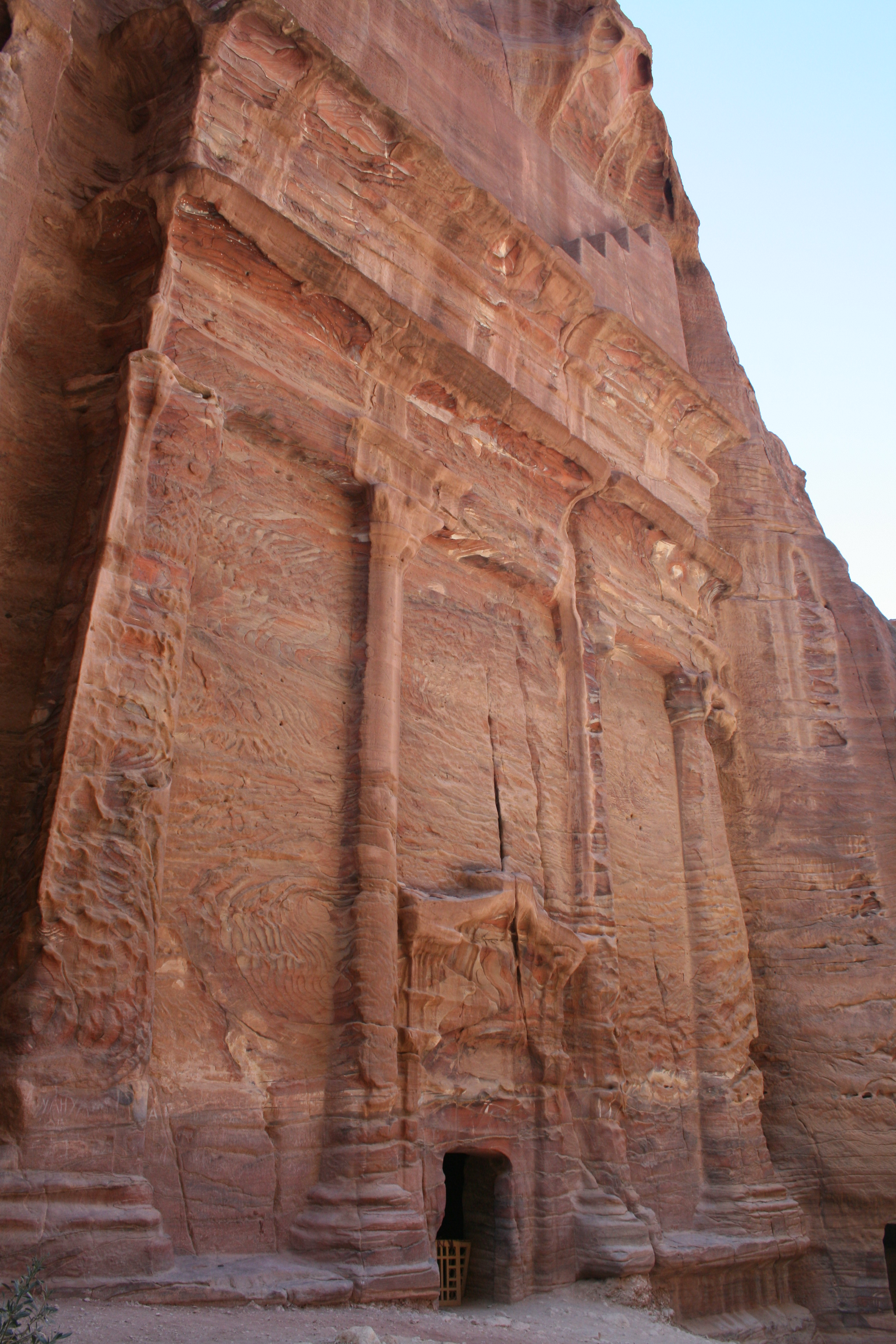
페트라는 장밋빛 도시로 알려져 있다.[3] 페트라의 조각된 바위의 색깔이다.
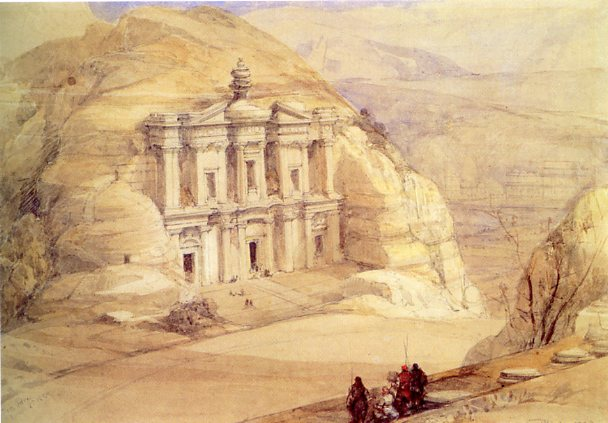
1839년의 알데이르 ("수도원"), 데이빗 로버츠의 작품
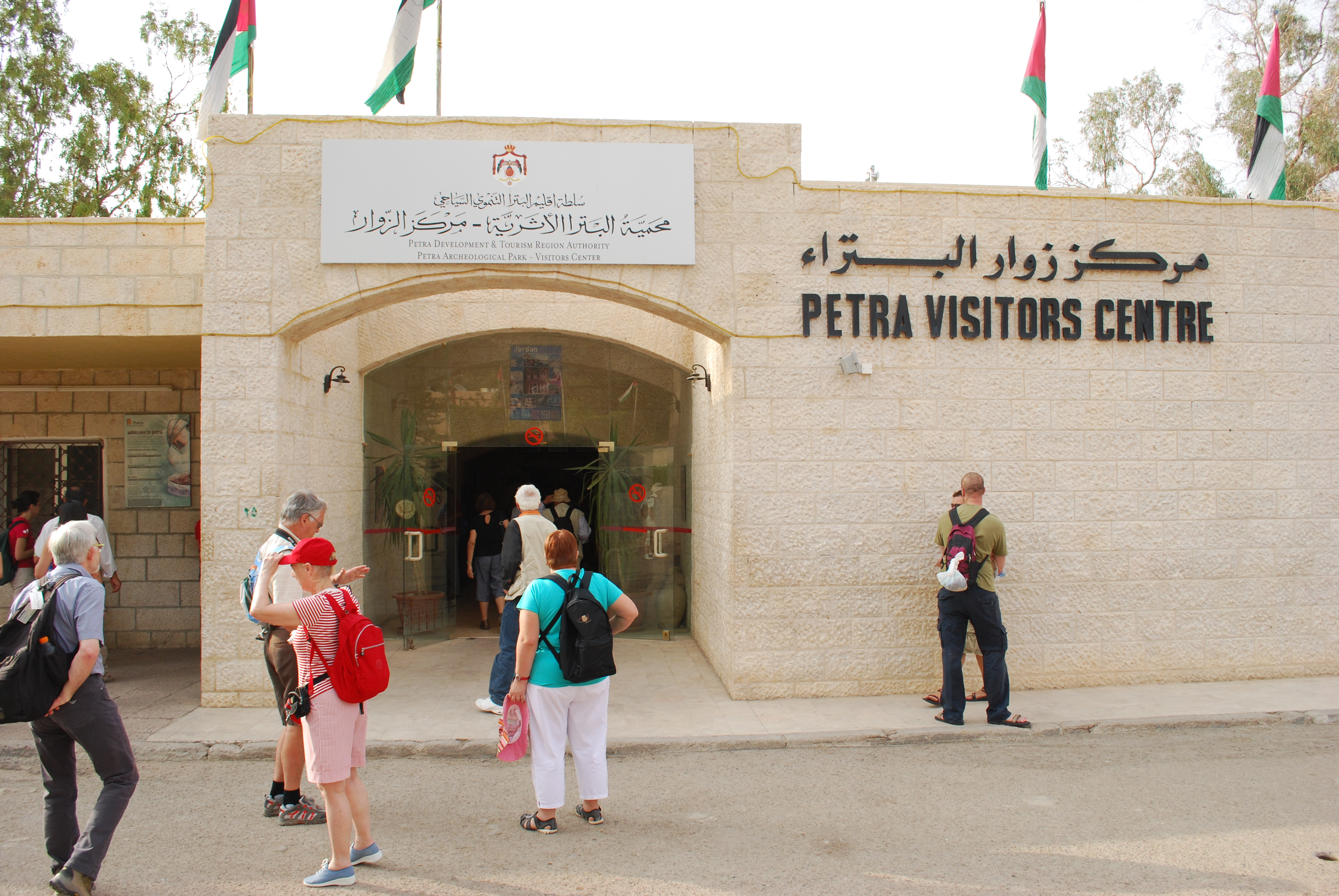
와디 무사의 페트라 방문자 센터
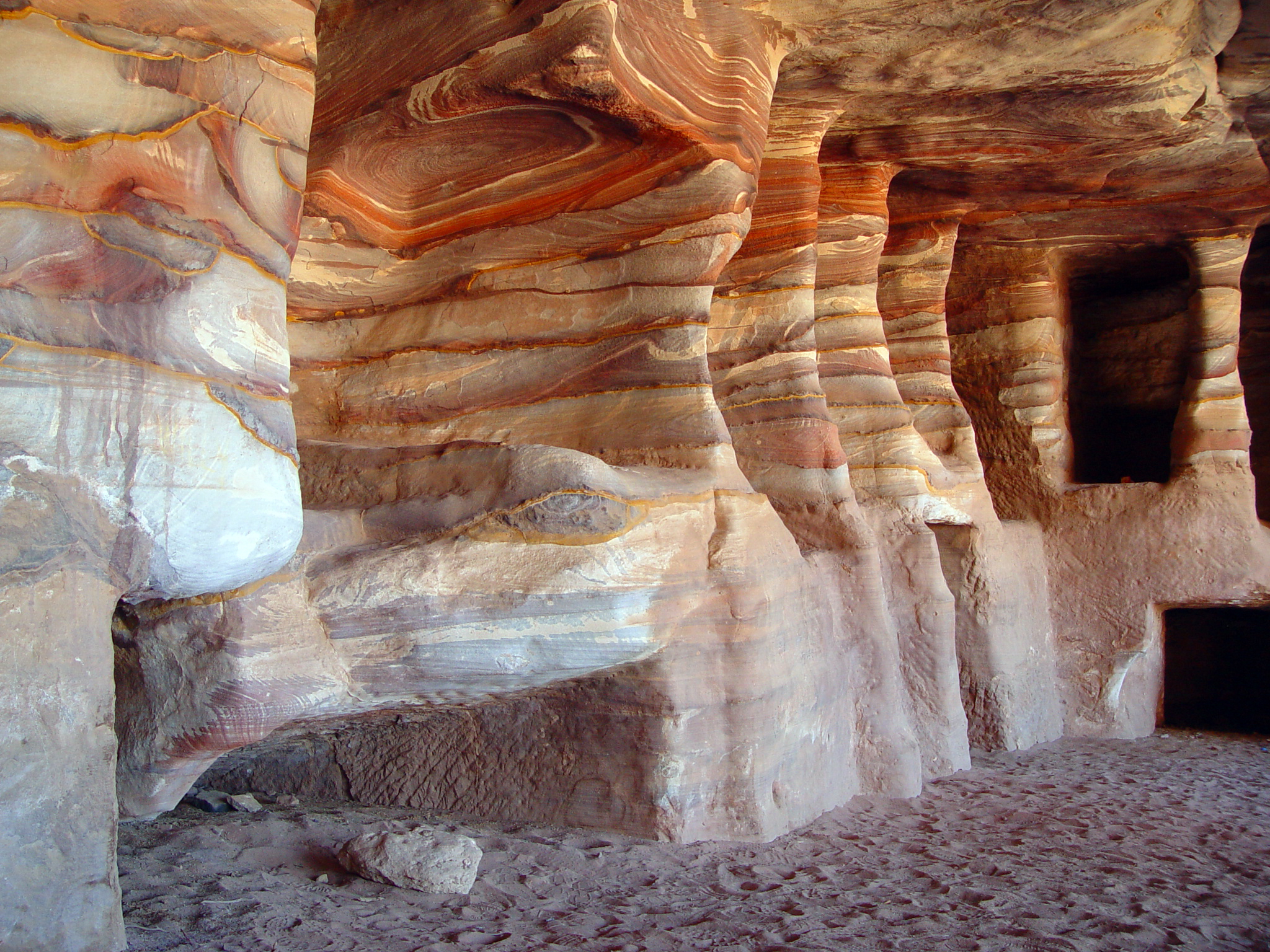
페트라의 사암 조각된 무덤
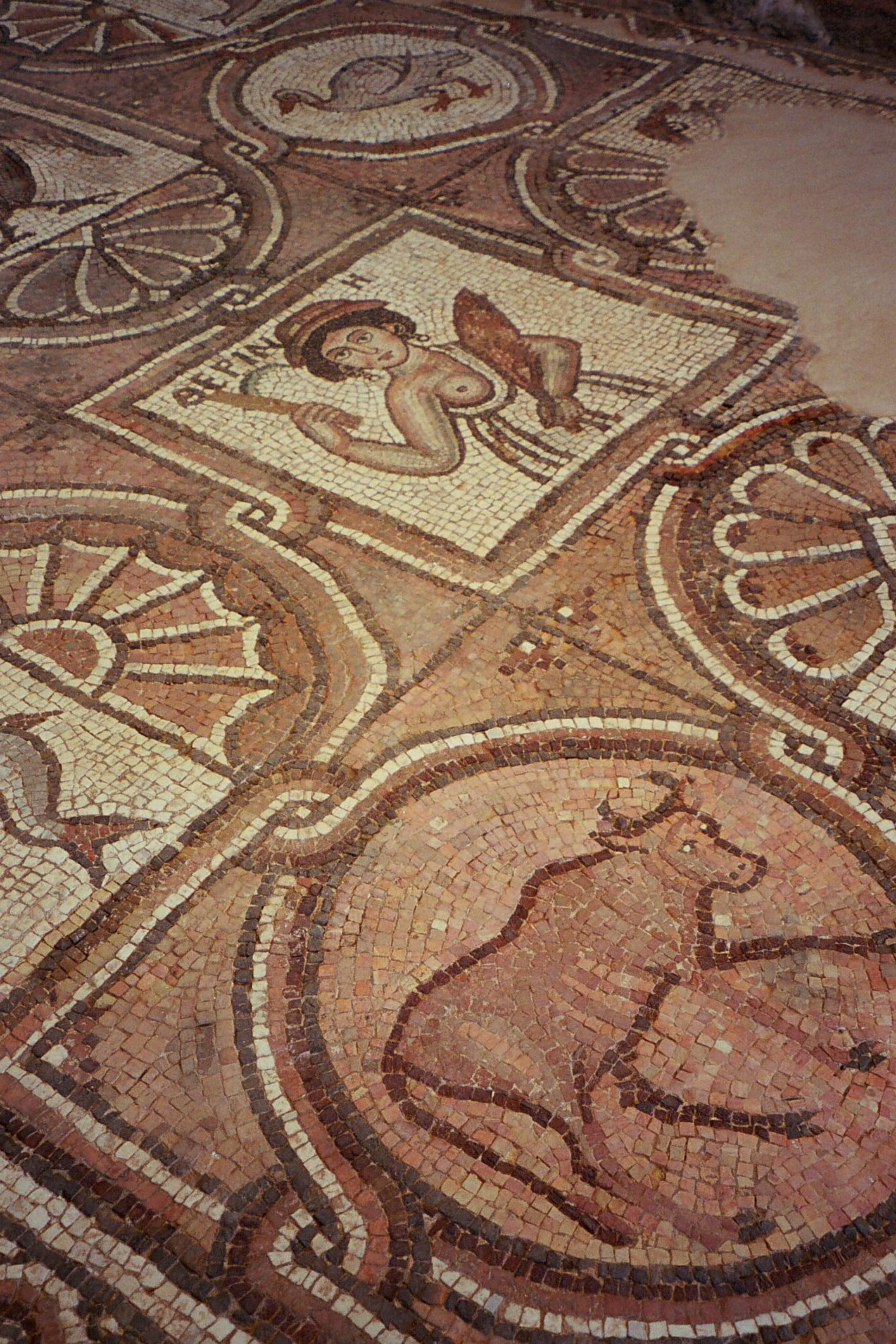
페트라 비잔티움 교회의 비잔틴 모자이크
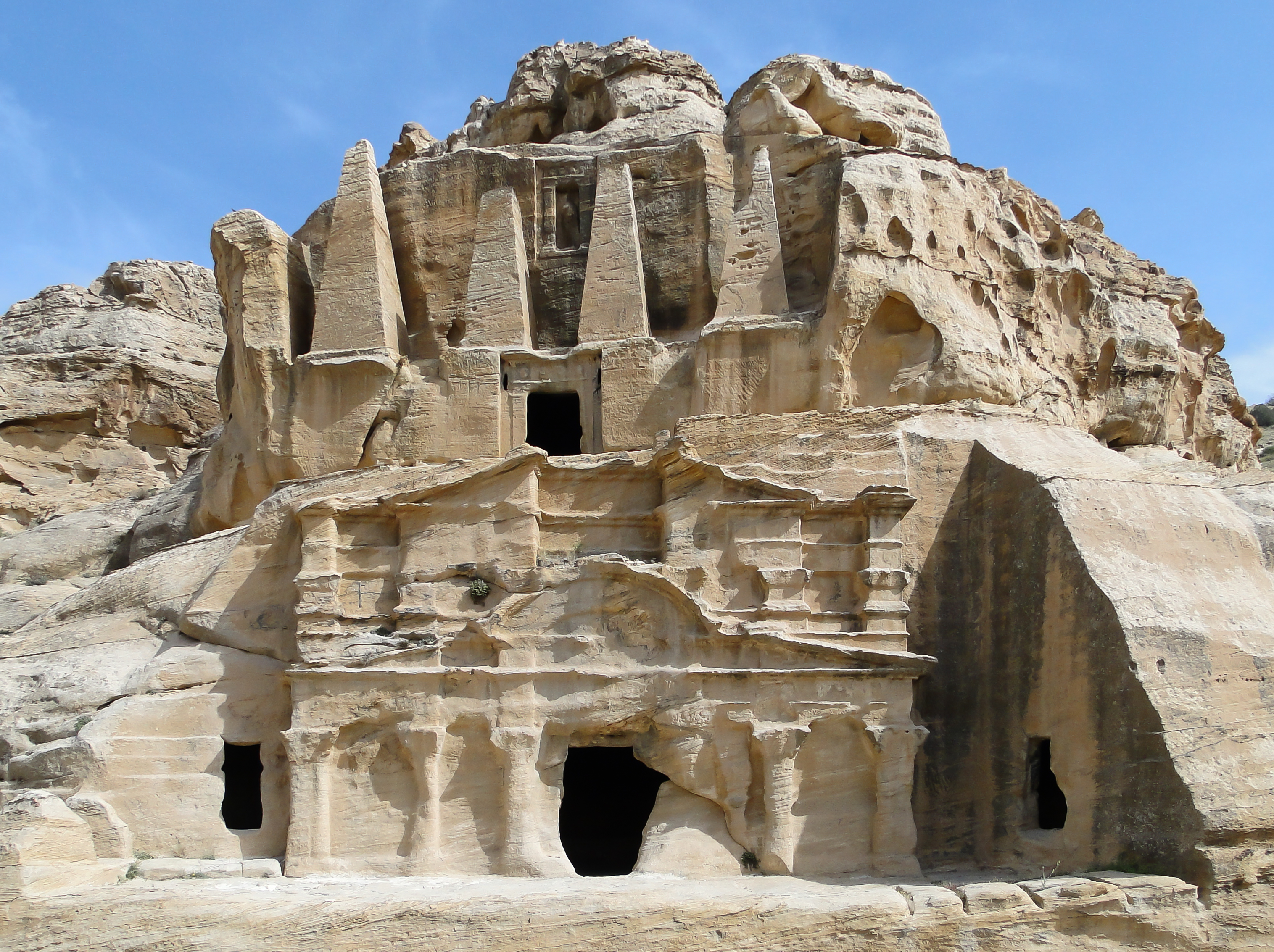
오벨리스크 무덤, 트리클리니움(고대의 식사용 침대)
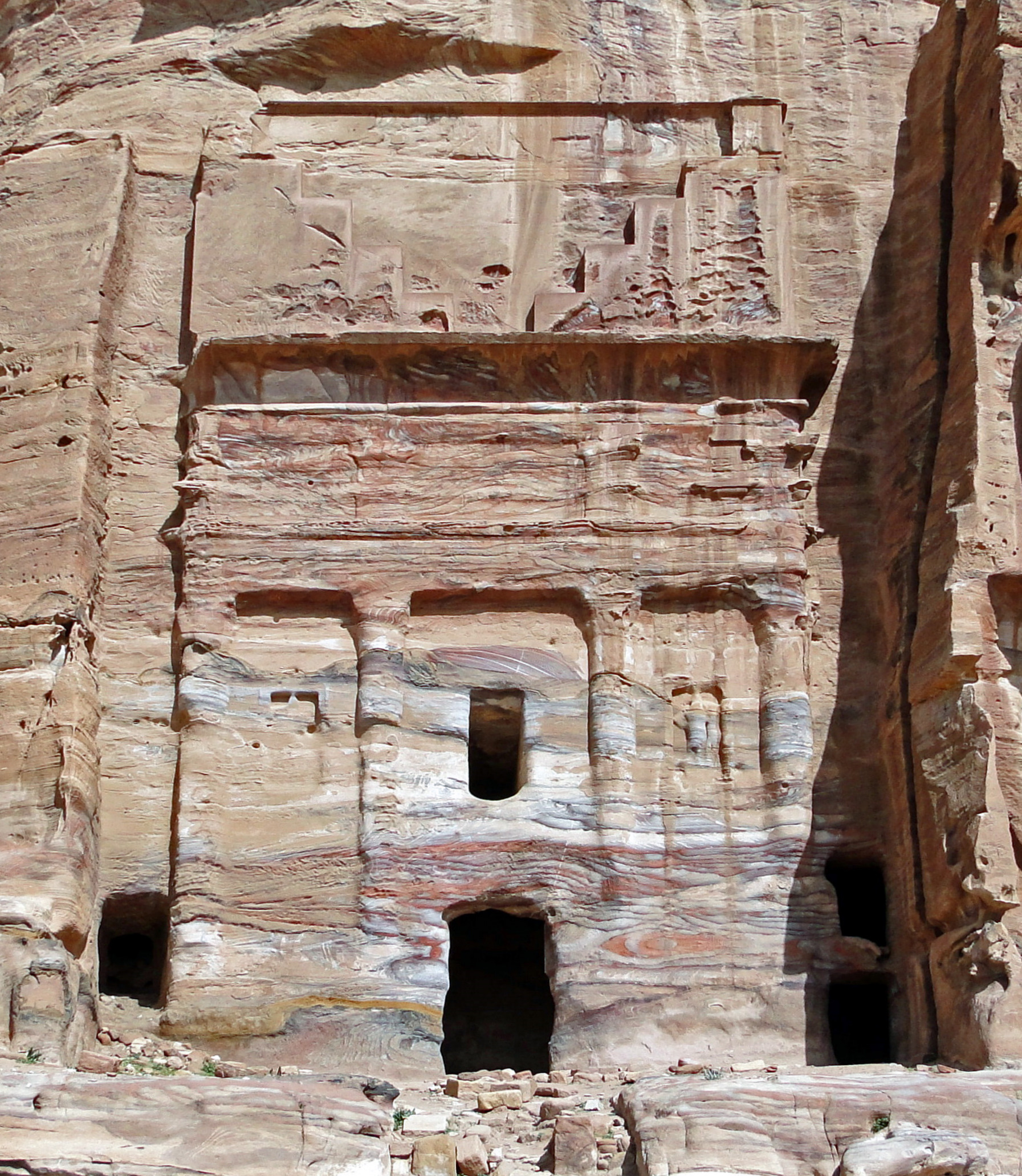
실크 무덤
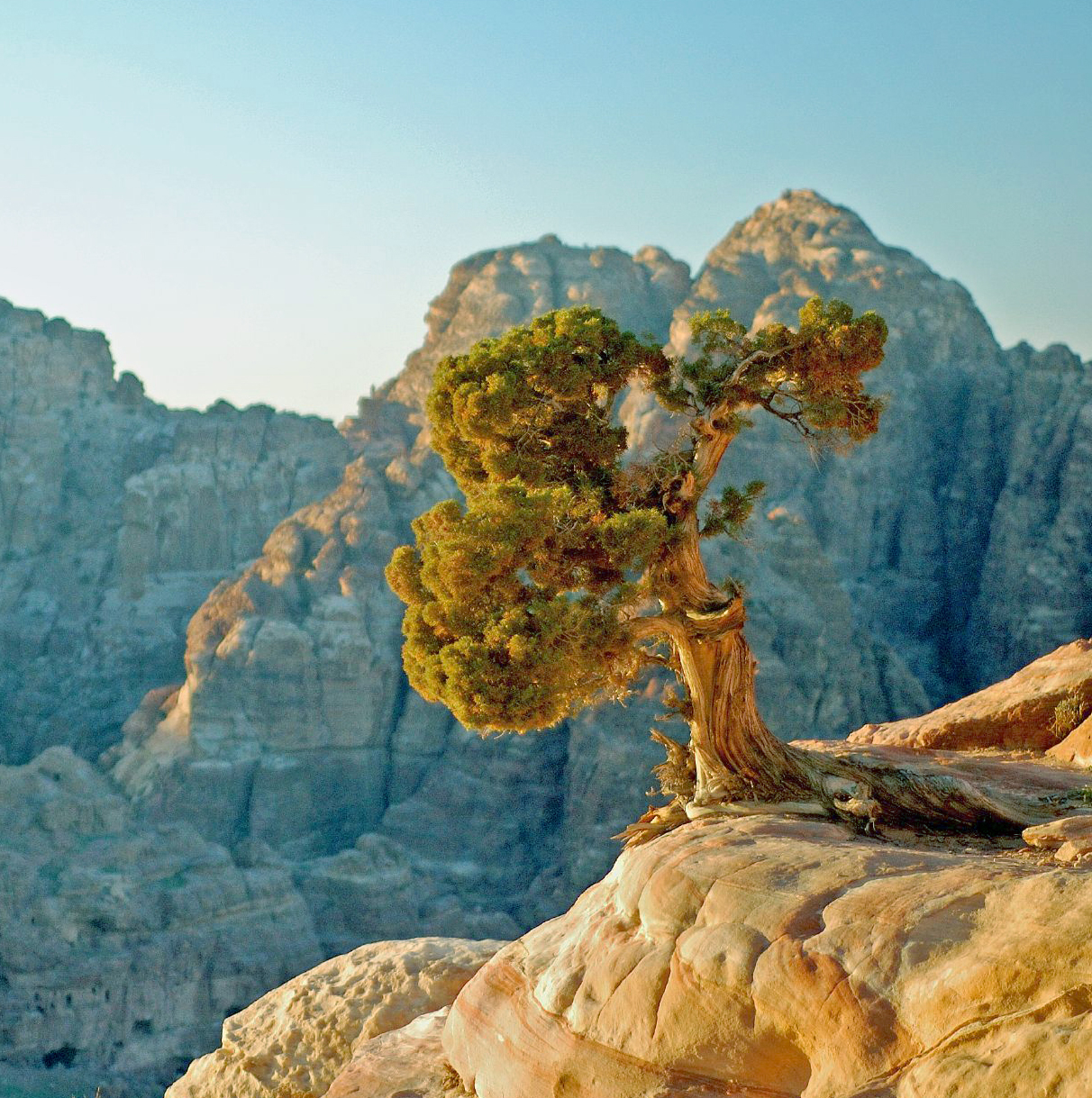
페트라의 포이니케아향나무
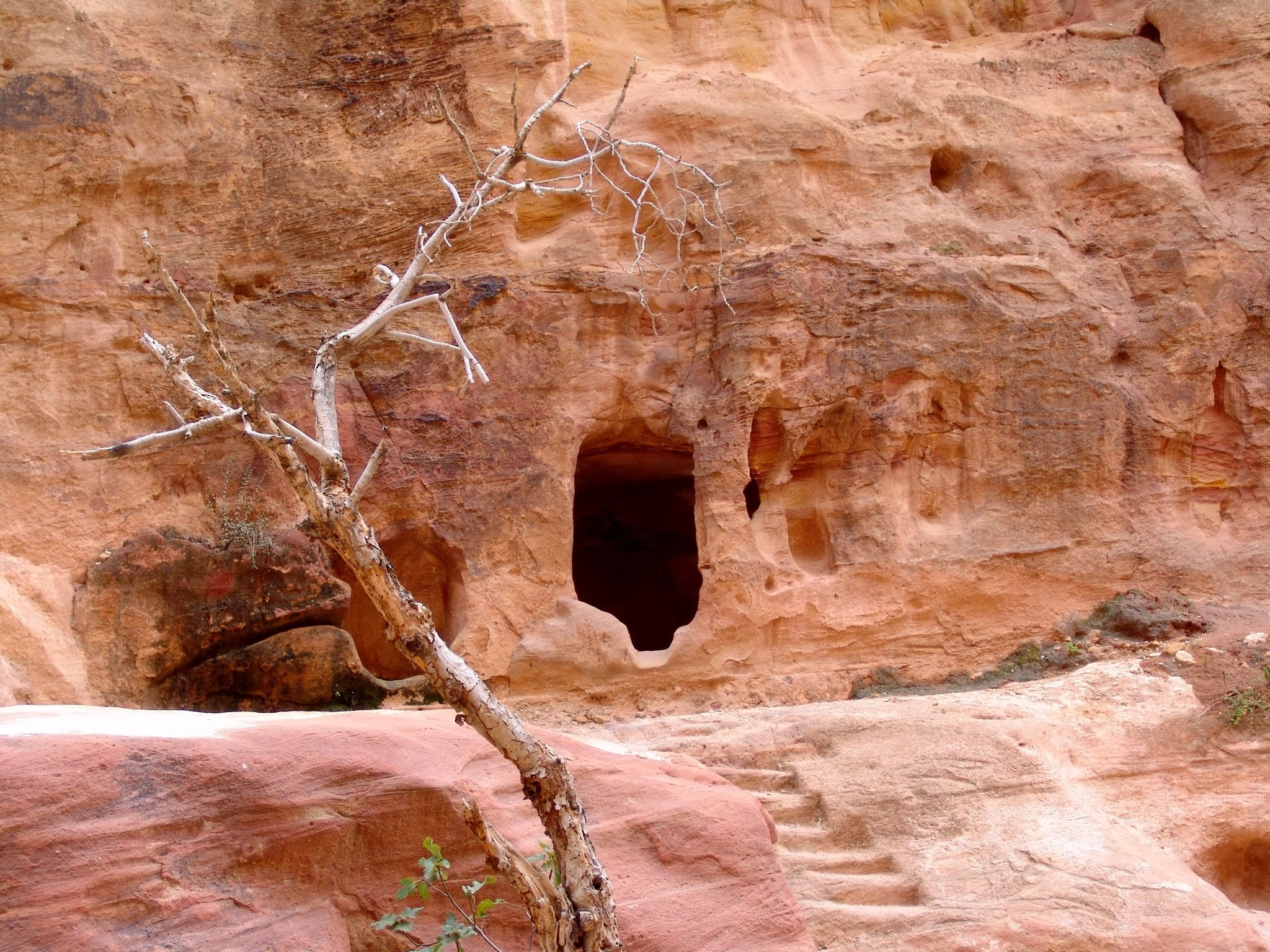
동굴
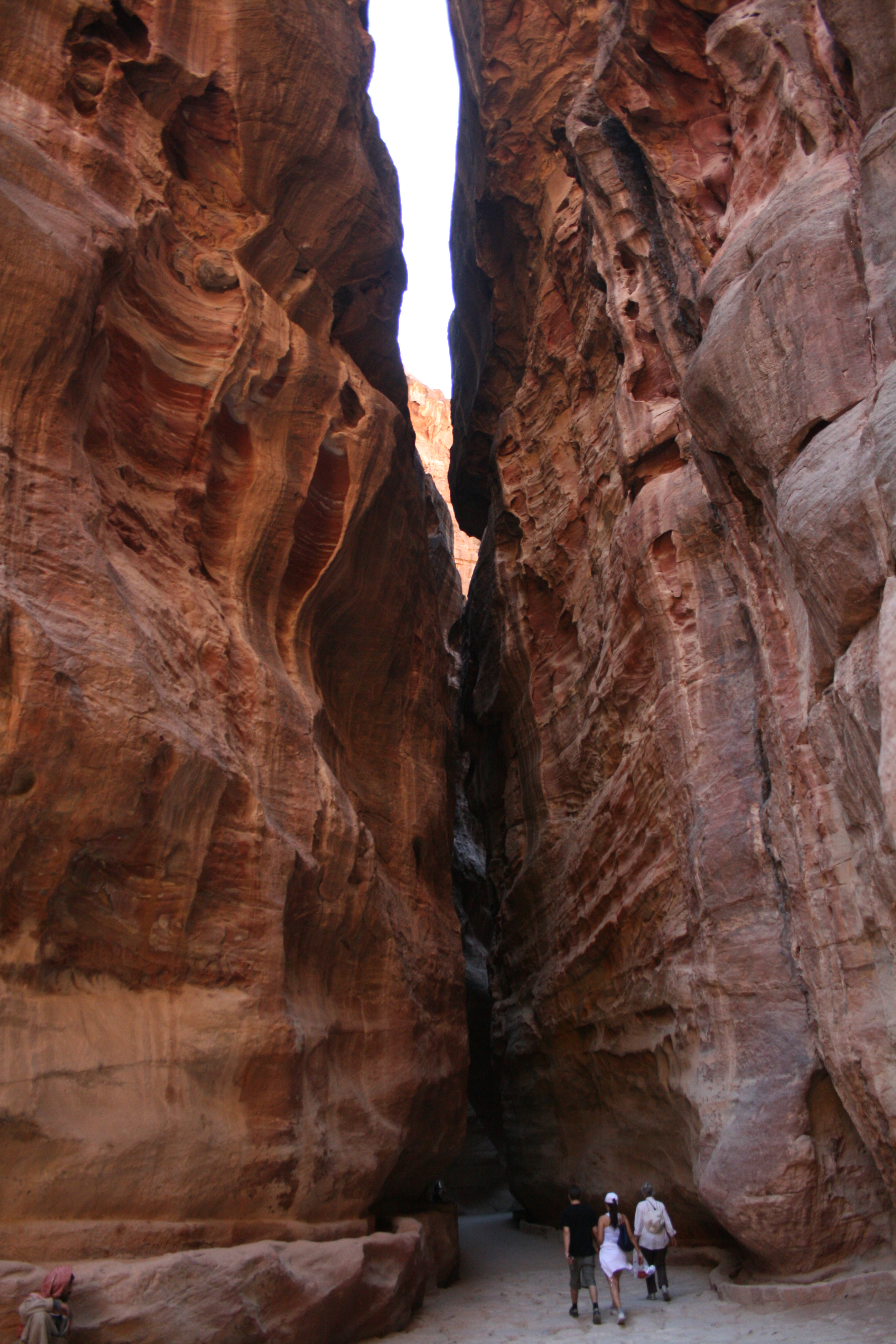
시크 의 사암 바위
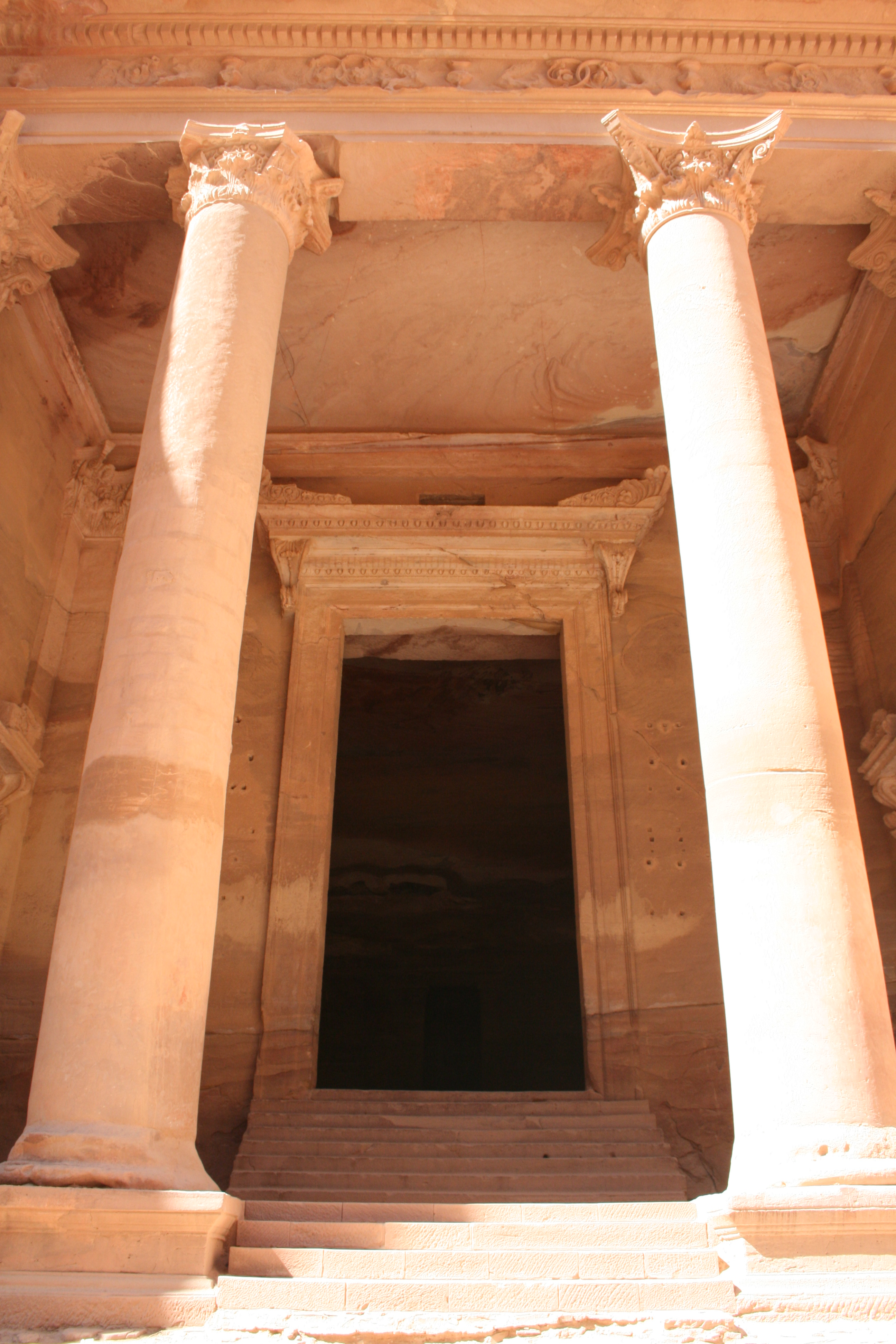
주 입구 (알카즈네)
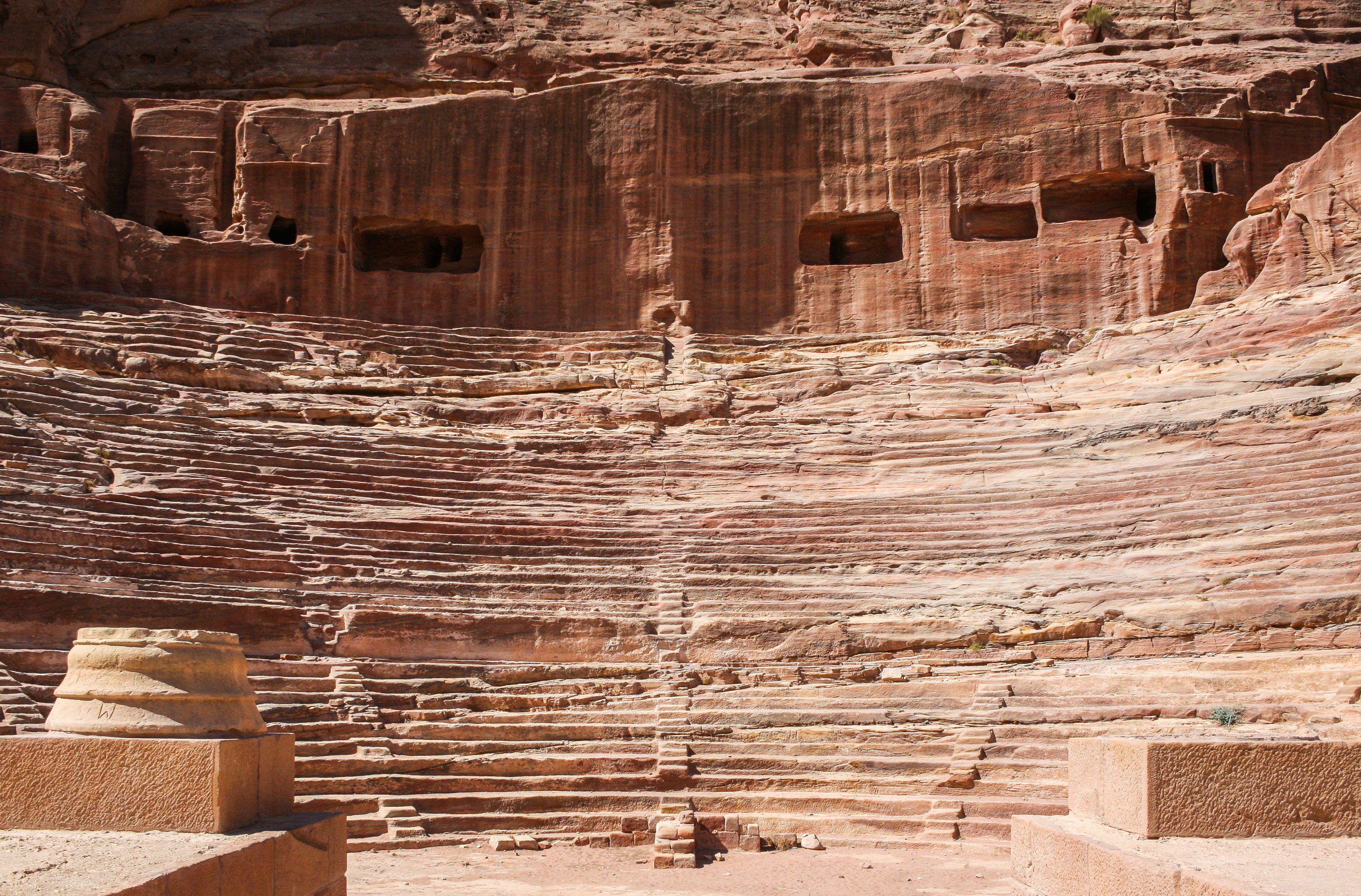
극장